# Луїс Крус
Луїс Альберто Крус (ісп. Luis Alberto Cruz, 28 квітня 1925, Монтевідео — 1998) — уругвайський футболіст, що грав на позиції захисника за клуб «Насьйональ», а також національну збірну Уругваю.
Семиразовий чемпіон Уругваю. 

## Клубна кар'єра
У футболі дебютував 1946 року виступами за команду «Насьйональ», кольори якої і захищав протягом усієї своєї кар'єри гравця. За цей час сім разів вигравав титул чемпіона країни.

## Виступи за збірну
1946 року дебютував в офіційних матчах у складі національної збірної Уругваю. Протягом кар'єри у національній команді провів у її формі 14 матчів, за іншою версією — 11.
У складі збірної був учасником:
- чемпіонату Південної Америки 1953 року у Перу, на якому команда здобула бронзові нагороди;
- чемпіонату світу 1954 року у Швейцарії, де зіграв з Чехословаччиною (2-0)[3], з Шотландією (7-0)[4], з Англією (4-2)[5], в чвертьфіналі з Угорщиною (2-4)[6] і в матчі за третє місце з Австрією (1-3)[7];
- чемпіонату Південної Америки 1955 року у Чилі.

Помер у 1998 році.

## Титули і досягнення
- Чемпіон Уругваю (7):

«Насьйональ»: 1946, 1947, 1950, 1952, 1955, 1956, 1957
- Бронзовий призер Чемпіонату Південної Америки: 1953